# Las desgracias de Sileno

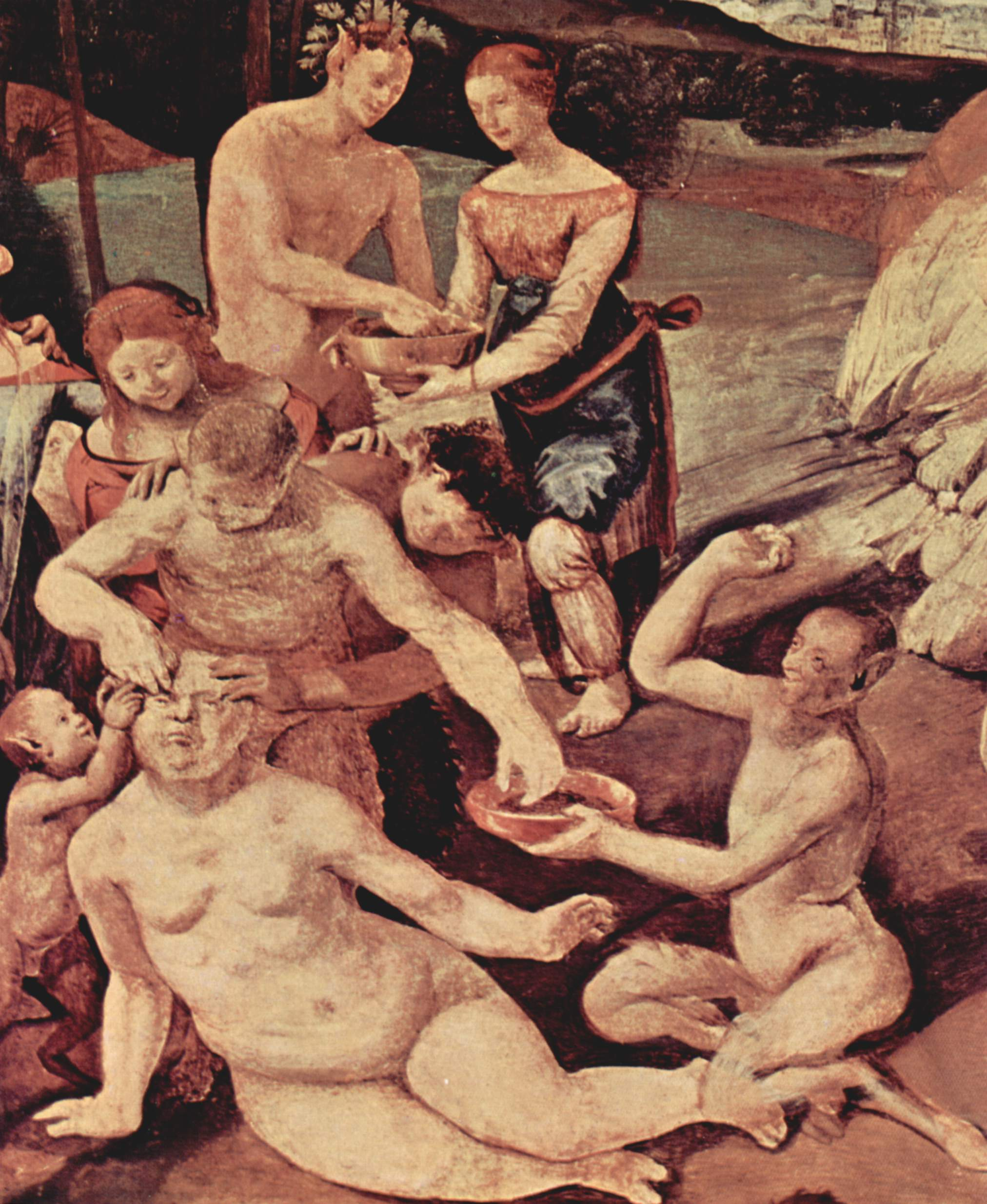
Detalle, los ojos de Sileno son tratados por sus acompañantes.

Las desgracias de Sileno es una pintura al óleo sobre tabla de 76,2 x 126,55 cm de Piero di Cosimo, de hacia 1505-1510 y conservada en el Fogg Art Museum de Cambridge (Massachusetts).

## Historia
La obra hace pareja con el El descubrimiento de la miel por Baco, y probablemente fueron vistas por Vasari en casa de Giovanni Vespucci, que habló de la presencia allí de algunas «historias báquicas» del pintor.
La descripción del tema se remonta a Panofsky, que en 1939 encontró la fuente en los Fastos de Ovidio (III, 735-760). Como en su Historias de la humanidad primitiva, el artista vuelve al tema de una divinidad portadora de civilización entre los hombres. Desde 1940 se encuentra en el museo estadounidense.

## Descripción y estilo
La escena está compuesta en torno a un nudoso árbol seco, como en la otra escena de la serie y muestra las desgracias de Sileno, que en la otra escena estaba llegando a lomos de su asno. La caída del borrico por culpa de la borrachera, en el centro, le lastima en los ojos, a la izquierda, donde sátiros y ménades le tratan preparando un ungüento, dándole sin embargo el don de la profecía.
A la derecha se ve al corpulento dios rural de la embriaguez que no logra ponerse en pie, mientras algunos sátiros y ménades intentan levantarlo como sea: tirando del brazo cayéndose ellos, empujando por la espalda o hasta haciendo palanca con una tabla, pues numerosas son las referencias a un ambiente jocoso y cómico.
La obra se encuentra en mal estado, con pérdidas y sobrepintes evidentes en comparación con la otra tabla mejor conservada.